# Zabihillo O'rinboyev
Zabihillo O'rinboyev (Tashkent, 30 marzo 1995) è un calciatore uzbeko, attaccante del Navbahor Namangan.

## Biografia
Suo fratello minore Muhammadali è un calciatore professionista.

## Carriera

### Club
Ha giocato nella massima serie uzbeka. Inoltre, ha giocato 11 partite nella AFC Champions League.

### Nazionale
Ha partecipato ai Mondiali Under-20 del 2013 ed a quelli del 2015. Nel 2018 ha esordito in nazionale maggiore.

## Statistiche

### Cronologia presenze e reti in nazionale
| Cronologia completa delle presenze e delle reti in nazionale ― Uzbekistan | Cronologia completa delle presenze e delle reti in nazionale ― Uzbekistan | Cronologia completa delle presenze e delle reti in nazionale ― Uzbekistan | Cronologia completa delle presenze e delle reti in nazionale ― Uzbekistan | Cronologia completa delle presenze e delle reti in nazionale ― Uzbekistan | Cronologia completa delle presenze e delle reti in nazionale ― Uzbekistan | Cronologia completa delle presenze e delle reti in nazionale ― Uzbekistan | Cronologia completa delle presenze e delle reti in nazionale ― Uzbekistan |
| Data                                                                      | Città                                                                     | In casa                                                                   | Risultato                                                                 | Ospiti                                                                    | Competizione                                                              | Reti                                                                      | Note                                                                      |
| ------------------------------------------------------------------------- | ------------------------------------------------------------------------- | ------------------------------------------------------------------------- | ------------------------------------------------------------------------- | ------------------------------------------------------------------------- | ------------------------------------------------------------------------- | ------------------------------------------------------------------------- | ------------------------------------------------------------------------- |
| 19-5-2018                                                                 | Teheran                                                                   | Iran                                                                      | 1 – 0                                                                     | Uzbekistan                                                                | Amichevole                                                                | -                                                                         | 83’                                                                       |
| 7-6-2018                                                                  | Montevideo                                                                | Uruguay                                                                   | 3 – 0                                                                     | Uzbekistan                                                                | Amichevole                                                                | -                                                                         | 46’                                                                       |
| Totale                                                                    |                                                                           | Presenze                                                                  | 2                                                                         |                                                                           | Reti                                                                      | 0                                                                         |                                                                           |

## Palmarès

### Club

#### Competizioni nazionali
- Supercoppa dell'Uzbekistan: 1

Bunyodkor: 2014